# São Pedro Apóstolo (Santo Antão)
São Pedro Apóstolo é uma freguesia de Cabo Verde. Pertence ao concelho de Ribeira Grande, na ilha de Santo Antão.
Cobre uma área de 64,68 km², correspondente a 38,78% da superfície total do concelho. A sua área coincide com a Paróquia de São Pedro Apóstolo, e o feriado religioso é celabrado a 29 de junho, dia da São Pedro.

## Estabelecimentos
- Garça de Cima
- Chã da Igreja
- Cruzinha da Garça
- Ribeira Alta
- Figueiras